# 엔초 지단
엔초 알랑 지단 페르난데스(프랑스어: Enzo Alan Zidane Fernández ˈɛntso aˈlɑ̃ zidan ferˈnandeθ[*], 1995년 3월 24일 ~ )는 프랑스의 전 축구 선수로, 지네딘 지단의 첫째 아들이다. 그러나 그의 아버지의 이름에서 오는 부담감을 피하기 위해 공식 이름으로 엔초 페르난데스를 쓰고 있다. 스페인과 프랑스의 이중국적자이지만 정작 엔조 지단을 비롯한 그의 형제들은 프랑스어를 구사하지 못한다.
엔초와 그의 4형제 중 3명이 축구선수이며 각각의 포지션은 다음과 같다.
- 장남 엔초 : 미드필더
- 차남 뤼카 : 골키퍼
- 3남 테오 : 스트라이커
- 4남 엘야즈 : 윙백